# David Liptak
David Liptak (Pittsburgh, 18 december 1949) is een Amerikaans componist, muziekpedagoog en dirigent.

## Levensloop
Liptak studeerde van 1973 tot 1976 aan de bekende Eastman School of Music in Rochester. Na het behalen van zijn diploma's was hij van 1976 tot 1980 als docent voor muziektheorie en compositie verbonden aan de Michigan State University in East Lansing. Aldaar introduceerde en doceerde hij de Schenkeranalyse, of reductieanalyse en dirigeerde het New Music Ensemble. In 1980 werd hij docent aan de Universiteit van Illinois te Urbana-Champaign in Urbana en eveneens dirigent van de Contemporary Chamber Players, met wie hij een aantal premières verzorgde. Sinds 1987 is hij docent voor compositie aan zijn bekende Alma mater, de Eastman School of Music, en is aldaar ook hoofd van de compositieafdeling. Hij was in 1998 huiscomponist en docent voor compositie tijdens het Brevard Music Festival en in 1999 in gelijke functie tijdens het Seal Bay Music Festival.
Hij schreef werken voor verschillende genres en ontving nationale en internationale prijzen en onderscheidingen. In 1978 ontving hij een prijs tijdens de Minnesota Orchestra 75th Anniversary Composers Competition, in 1986 tijdens de Georges Enesco International Composition Competition, in 1989 de Sudler International Competition for Wind Ensemble Composition, in 1995 de Elise L. Stoeger Prijs van de Chamber Music Society of Lincoln Center en in 2008 de Sackler Composition Competition.

## Composities

### Werken voor orkest
- 1988 Loner
- 1997 Northern Light
- 2000 Rush
- 2001 Serenade, voor altviool en strijkorkest
- 2001 Serenade, voor altsaxofoon en strijkorkest
- 2005 Three Dances, voor orkest
- 2006 Banners of Scarlet

#### Concerten voor instrumenten en orkest
- 1993 Concert, voor altsaxofoon en kamerorkest
- 1995 Concert, voor trompet en orkest

### Werken voor harmonieorkest
- 1982 Soundings
- 1994 The Sacred Harp - gecomponeerd voor de inauguratie ceremonie van Thomas Jackson, tot President van de Universiteit van Rochester in Rochester (New York)
- 1998 Chasm

### Muziektheater

#### Opera
| Voltooid in | titel           | aktes  | première                              | libretto                             |
| ----------- | --------------- | ------ | ------------------------------------- | ------------------------------------ |
| 1994-1998   | The Moon Singer | 1 akte | 1998, Brevard, Brevard Music Festival | Clyde Robert Bulla "The Moon Singer" |

### Vocale muziek

#### Werken voor koor
- 2001 Music for Children's Chorus, voor unisono koor tot vierstemmig kinderkoor - tekst: compilatie van Sandford Lyne "Ten-Second Rainshowers"
- 2005 Away, voor gemengd koor, dwarsfluit, klarinet, slagwerk en strijkkwartet - tekst: Dane R. Gordon

#### Liederen
- 1984 Seven Songs, voor middenstem en piano - tekst: James Arlington Wright "The branch will not break"
  1. The jewel
  2. Twilights
  3. Beginning
  4. Two hangovers
  5. Milkweed
  6. Spring images
  7. A dream of burial
- 1992 Ancient Songs, voor bariton, dwarsfluit, klarinet, viool, cello, slagwerk en piano
- 1993 Under the Resurrection Palm, voor bariton en viool 
  1. The bookstall - tekst: Linda Pastan
  2. Canary - tekst: Rita Dove
  3. Crocuses - tekst: Linda Pastan
  4. In the museum - tekst: Rita Dove
  5. Under the resurrection palm - tekst: Linda Pastan
- 1997 Songs for Persephone, voor sopraan, dwarsfluit en gitaar - tekst: Homero Aridjis
  1. The night opens out
  2. The musicians
  3. Persephone drinks
  4. The musicians stop playing
  5. Love

### Kamermuziek
- 1978 Chamber Concerto nr. 1, voor klarinet (solo) en slagwerkkwartet
- 1979 Chamber Concerto nr. 2 "Dark Angels", voor trombone (solo), dwarsfluit, viool, cello, vibrafoon en piano
- 1979 Duo, voor dwarsfluit en klarinet
- 1980 Fantasy, voor altsaxofoon en piano
- 1980 Time-Piece, voor viool en piano
- 1986 Arcs, voor viool en piano
- 1986 Giovine vagha, i' non senti, voor dwarsfluit, klarinet, viool, cello, piano en marimba
- 1986 Illusions, voor klarinet en piano
- 1988 Trio, voor klarinet, viool en piano
- 1991 Piano Trio nr. 1, voor viool, cello en piano
- 1991 Shadower, voor viool en slagwerk
- 1992 Rhapsodies, voor dwarsfluit, klarinet, viool, cello en piano
- 1996 Duo, voor altviool en piano
- 1998 Janus Variations, voor klarinet, viool, cello en piano
- 1999 Sonata "Benedictinus", voor viool en orgel
- 1999 Melissa's Quilt, voor altviool en marimba
- 2000 Poppies, voor viool, altviool en cello
- 2000 Strijkkwartet nr. 1 "Chaconne"
- 2001 Broken Cries, voor acht celli
- 2001 Commedia, voor klarinet, viool en piano
- 2002 Piano Trio nr. 2, voor viool, cello en piano
- 2002 Strijkkwartet nr. 2
- 2003 Four Canons, voor twee klarinetten
- 2003 The Passing of Memory, voor dwarsfluit, hobo, klarinet, fagot, trompet, piano, slagwerk, 2 violen, altviool, cello en contrabas
- 2004 Pianokwintet (Shaping the Invisible), voor strijkkwartet en piano
- 2004 Sonate, voor viool en piano
- 2004 Ice Flowers, voor viool en koto
- 2005 Concert, voor altviool (solo) en slagwerkkwartet
- 2005 Fanfare for Trumpets, voor 5 trompetten
- 2005 Octet "It Began With a Dream", voor dwarsfluit, klarinet, 2 fagotten, 2 trompetten, 2 trombones
- 2006 Fantasy, voor viool en piano
- 2007 Cold Litanies, voor dwarsfluit, cello en piano
- 2007 Sonate, voor cello en piano
- 2007 Trio, voor altviool, slagwerk en piano

### Werken voor piano
- 1977 Vulpecula
- 1981 Studies
- 2000 Like Clockwork
- Four pieces

### Werken voor gitaar
- 1998 Forlane, voor gitaar

### Werken voor slagwerk
- 1999 Quicksilver Pieces, voor vibrafoon